# كورك غراهام
كورك غراهام (بالإنجليزية: Cork Graham)‏ (29 نوفمبر 1964، بورت أوف سبين في ترينيداد وتوباغو)؛ صحفي، مصور وروائي ترينيدادي-أمريكي. درس في جامعة سان فرانسيسكو الحكومية.